# Plateforme de glace de Filchner-Ronne
- Plateforme de glace de Filchner-Ronne

Plateforme de glace de Filchner-Ronne

La plateforme de glace de Filchner-Ronne est une plateforme de glace située en Antarctique et flottant sur la mer de Weddell. Elle est composée de la plateforme de Ronne, à l'Ouest, d'une superficie estimée à 338 887 km2 en 2013, et de la plateforme de Filchner, à l'Est, d'une superficie plus modeste (104 253 km2 en 2013).
Ces deux parties sont délimitées par l'île Berkner. La plateforme de Filchner-Ronne est alimentée par les écoulements de glace de la base de la péninsule Antarctique, de la terre d'Ellsworth, de la terre de la Reine-Élisabeth, et de la terre de Coats.
La plateforme a d'abord été nommée en l'honneur de l'Allemand Wilhelm Filchner, qui commandait l'expédition ayant observé le front de glace de Filchner le 31 janvier 1912. La partie Ouest, découverte plus tard, a été nommée en l'honneur de Jackie Ronne, femme de Finn Ronne, qui a apporté d'importantes contributions à la planification, à l'organisation et au fonctionnement de Ronne Antarctic Research Expedition (RARE) et qui a servi d'observatrice à la base de Stonington Island pendant que les membres de RARE étaient sur le terrain.